# Hela försäkring
Hela Försäkring AB, tidigare Allra Försäkringar AB , fokuserar på tandvårdsförsäkringar. 